# 野口賢
野口賢（のぐち たかし），日本漫畫家。拓殖大學出身。

## 作品
- 巴比倫2世 THE Returner，原名，原作：橫山光輝[2]
- ULTRA RED - 終極左派
- Kurozuka ~ 黑塚 ~（日语：黒塚 KUROZUKA），原作：夢枕獏
- 大空港（日语：大空港 (漫画)），原作:城アラキ
- 拓斗!勇往直前（日语：BE TAKUTO!!〜野蛮なれ〜），原名
- 狗.獵殺，原名，原作:夢枕獏、構成：子安秀明